# باول جونسون (لاعب كرة قدم أسترالية)
باول جونسون (بالإنجليزية: Paul Johnson)‏ هو لاعب كرة قدم أسترالية أسترالي، ولد في 26 يونيو 1984.

## وصلات خارجية
- بول جونسون على موقع AustralianFootball.com (الإنجليزية)
- بول جونسون على موقع AFLtables.com (الإنجليزية)